# کالووو (ترگوویشته)
کالووو (به صربی: Kalovo) یک منطقهٔ مسکونی در صربستان است که در ترگوویشته واقع شده‌است. کالووو ۲۳ نفر جمعیت دارد.